# Neobisium navaricum
Espèce
Synonymes
- Obisium navaricum Nonidez, 1925

Neobisium navaricum est une espèce de pseudoscorpions de la famille des Neobisiidae.

## Distribution
Cette espèce est endémique d'Espagne. Elle se rencontre en Navarre à Gorriti dans la grotte Cueva de Malkorraundi et au Pays basque à Altzo dans les grottes Sima de Leizegazto et Cueva de Kaitxiki.

## Description
La femelle holotype mesure 5,35 mm.

## Systématique et taxinomie
Cette espèce a été décrite sous le protonyme Obisium navaricum par Nonidez en 1925. Elle est placée dans le genre Neobisium par Beier en 1932.

## Étymologie
Son nom d'espèce lui a été donné en référence au lieu de sa découverte, la Navarre.

## Publication originale
- Nonidez, 1925 : Los Obisium españoles del subgénero Blothrus (Pseudosc. Obisidae) con descripción de nuevas especies. Eos, vol. 1, p. 43-83 (texte intégral).